# Cloclo Mania
 (juillet 2017).
Si vous disposez d'ouvrages ou d'articles de référence ou si vous connaissez des sites web de qualité traitant du thème abordé ici, merci de compléter l'article en donnant les références utiles à sa vérifiabilité et en les liant à la section « Notes et références ».
Compilations par Béatrice Ardisson
Patchwork, la Musique de Christian Lacroix
(2003) IndoMania
(2003)
Cloclo Mania est un album collectif reprenant de nombreuses chansons de Claude François, en hommage à l'artiste. Cette compilation, composée par Béatrice Ardisson, sort le 14 octobre 2003 sur le label Naïve.

## Liste des titres
| 1.    | Le téléphone pleure               | Zic Zazou                                  | 0:59 |
| 2.    | Le Lundi au soleil                | Vincent Baguian feat. Vaguement la Jungle  | 4:01 |
| 3.    | Stop! In the Name of Love         | Bang Gang                                  | 3:31 |
| 4.    | December, 1963 (Oh, What a Night) | Frankie Valli & The Four Seasons           | 3:24 |
| 5.    | Y'a le printemps qui chante       | Marcello Ferreira                          | 4:06 |
| 6.    | I Go to Rio                       | Pablo Cruise                               | 3:08 |
| 7.    | Même si tu revenais               | KLR                                        | 3:11 |
| 8.    | Le Mal-Aimé                       | Arthur H et Marcia                         | 2:31 |
| 9.    | Belles, belles, belles            | Jahel et ses gazelles feat. Delly Kinumby  | 3:54 |
| 10.   | Chanson populaire                 | Luis                                       | 3:07 |
| 11.   | Alexandrie Alexandra              | Les VRP                                    | 4:19 |
| 12.   | Si j'avais un marteau             | Zora                                       | 3:11 |
| 13.   | Por la mañana                     | Falidjo                                    | 3:42 |
| 14.   | Toi et le Soleil                  | Les Marathonians                           | 4:03 |
| 15.   | Sha la la (hier est près de moi)  | Acclaim                                    | 3:47 |
| 16.   | My Way                            | Hugo Montenegro                            | 3:30 |
| 17.   | À 17 ans                          | David Linx, Erik Truffaz, Diederik Wissels | 5:10 |
| 18.   | Donna Donna (version japonaise)   | Claude François                            | 2:36 |
| 62:10 |                                   |                                            |      |

## Crédits
- Conception, compilation (direction de Collection) : Béatrice Ardisson
- A&R (direction artistique) : Béatrice Ardisson, Claude François Jr
- Mastering : Jean-Pierre Chalbos, Jean-Sébastien Dupuis
- Adaptation : Jean-Louis Merlet, Mario Vieira
- Coordination : Philippe Gondouin
- Illustration, graphiques : Florence Deygas
- Livret d'album : Loïc Prigent